# میلیونر فراری
میلیونر فراری فیلمی به کارگردانی و نویسندگی ناصر ملک مطیعی محصول سال ۱۳۴۵ است.

## داستان
کامران خان کارخانه داری است که از زندگی خود ناخرسند است…

## بازیگران
- ناصر ملک مطیعی
- رضا بیک ایمانوردی
- فریبا خاتمی
- محمدتقی کهنمویی
- مینا
- حسین اشراق
- غیاث
- ملکی
- رفیع مددکار
- میرزاده
- نیکلا
- تبریزی
- عدیله اشراق
- فریده اشراق